# US-amerikanische Badmintonmeisterschaft 2003
Die US-amerikanische Badmintonmeisterschaft 2003 fand Ende April 2003 in Orange, Kalifornien, statt.

## Medaillengewinner
| Disziplin    | Gold                             | Silber                            | Bronze                     |
| ------------ | -------------------------------- | --------------------------------- | -------------------------- |
| Herreneinzel | Howard Bach                      | Kevin Han                         | Eric Go                    |
| Dameneinzel  | Meiluawati                       | Lili Zhou                         | Eti Tantra                 |
| Herrendoppel | Tony Gunawan Khankham Malaythong | Howard Bach Kevin Han             | Raju Rai Amarit Rojsirivit |
| Damendoppel  | Meiluawati Eti Tantra            | Cindy Shi Mesinee Mangkalakiri    | Eva Lee Jennifer Coleman   |
| Mixed        | Raju Rai Eti Tantra              | Tony Gunawan Mesinee Mangkalakiri | Howard Bach Bonnie Wong    |